# Gruia Novac
Gruia Novac a fost fiul cel mare al lui Baba Novac.
Gruia Novac și frații săi (Novăceștii) apar plasați la început în pădurile Bucovățului, pe dealurile din jurul Craiovei. Mai târziu, apar trași spre munte spre partea muntoasă a județelor Gorj și Mehedinți.
În prima jumătate a secolului al-XVII-lea, după moartea lui Mihai Viteazul și a lui Baba Novac, au dus lupte împotriva turcilor și tătarilor.
S-au păstrat până în zilele noastre balade despre Gruia Novac, una dintre ele fiind culeasă de Petre Dulfu în perioada de profesorat la Turnu Severin:
"Dinspre munții Lotrului, / Prin strâmtoarea Oltului,  / Cine se coboară-n cale,  / Către Dunăre la vale?  / Colo-n Munții oltenești,  / Sus, la curți mari novăcești,  / 
Plimbă-mi-se prin ceardac,  / Trist, feciorul lui Novac:  /  Din ochi negri lăcrămând,  / De la inimă oftând."
În Moldova este un obicei de Anul Nou închinat Novăceștilor numit „Banda lui Novac”.